# درمان سرطان
سرطان می‌تواند با جراحی، شیمی‌درمانی، تابش‌درمانی، هورمونی‌درمانی، آماجیده‌درمانی (دربرگیرنده ایمنی‌درمانی همچون تک‌تیره پادتن‌درمانی) و هندایشی lethality درمان شود.
برگزینه درمانی وابسته است به جای و درجه تومور و گامه بیماری و به همان اندازه حالت عمومی بیمار (وضعیت کارکرد).
پی‌آیگی ژنوم سرطان در آترم این که بیمار دقیقاً چه سرطانی دارد برای آترم بهترین درمان برای آن سرطان کمک می‌کند. یک شمار از درمان‌های آزمایشی سرطان نیز زیر توسعه اند. زیر برآورد کنونی، دو در پنج مردم در برخی نقطه در زندگانی‌شان سرطان خواهند داشت.